# Kom (servies)

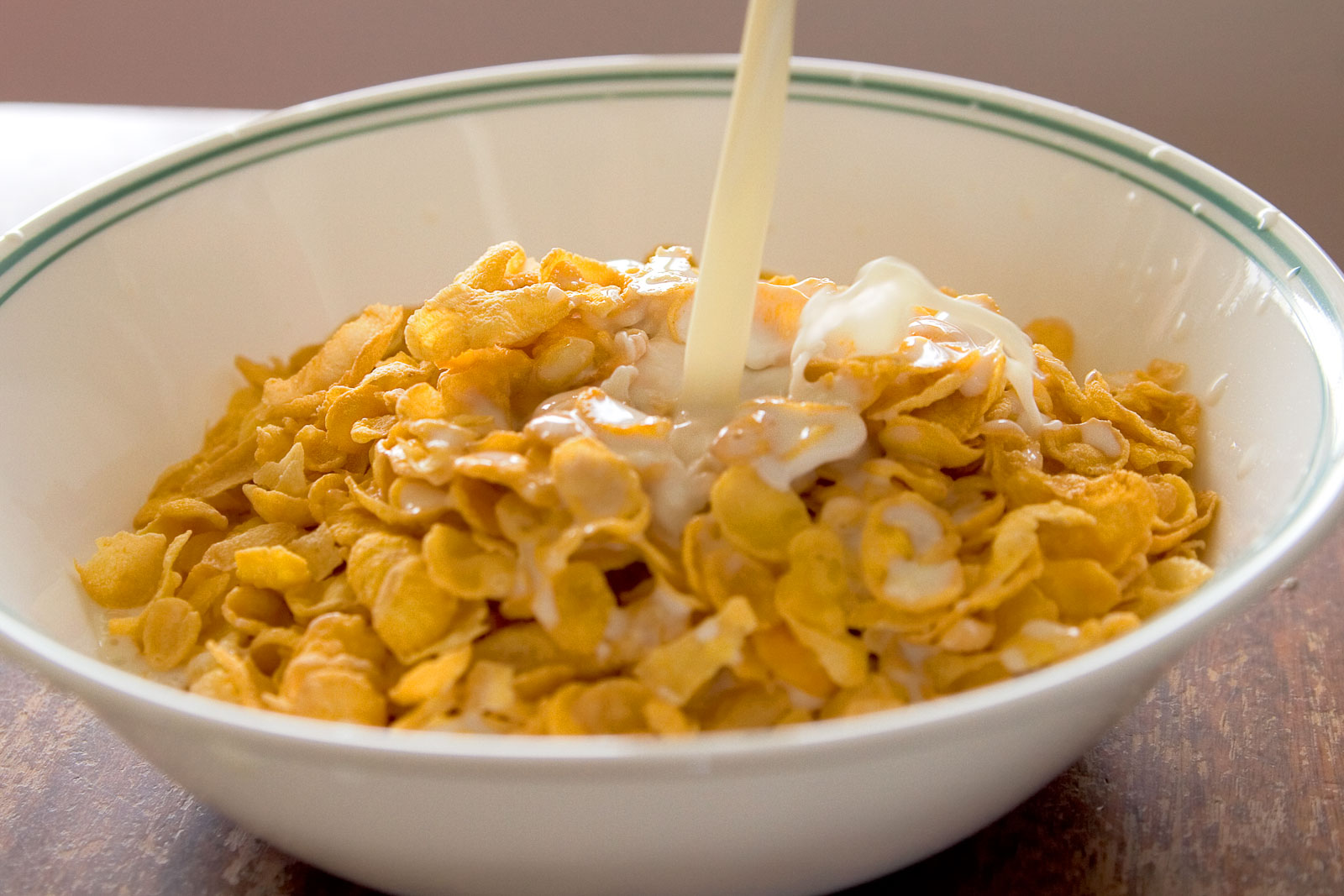
Een kom met ontbijtgranen en melk

Een kom is een stuk keuken- en tafelservies waar uiteenlopende gerechten in worden opgediend en uit worden gegeten, zoals soep, muesli, pap, salade of rijst. Er zijn veel verschillende soorten en maten kommen, maar ze hebben altijd een opstaande rand, verder dan een soepbord, zodat ze geschikt zijn om vloeistoffen in te doen. Meestal zijn kommen van aardewerk, glas, porselein of plastic gemaakt.
Een ondiepe kom kan ook een schaal genoemd worden.